# Jones County (Texas)
Das Jones County ist ein County im Bundesstaat Texas der Vereinigten Staaten. Das U.S. Census Bureau hat bei der Volkszählung 2020 eine Einwohnerzahl von 19.663 ermittelt. Der Sitz der County-Verwaltung (County Seat) befindet sich in Anson. Das County gehört zu den Dry Countys, was bedeutet, dass der Verkauf von Alkohol eingeschränkt oder verboten ist.

## Geographie
Das County liegt etwa 80 km nördlich des geographischen Zentrums von Texas und hat eine Fläche von 2427 Quadratkilometern, wovon 16 Quadratkilometer Wasserfläche sind. Es grenzt im Uhrzeigersinn an folgende Countys: Haskell County, Shackelford County, Taylor County, Fisher County und Stonewall County.

## Geschichte
Jones County wurde 1858 aus Teilen des Bexar County und des Bosque County gebildet. Benannt wurde es nach Anson Jones, dem 5. Präsidenten der Republik Texas.
22 Bauwerke im County sind im National Register of Historic Places („Nationales Verzeichnis historischer Orte“; NRHP) eingetragen (Stand 25. November 2021), darunter das Jones County Courthouse und die Stamford City Hall.

## Demografische Daten

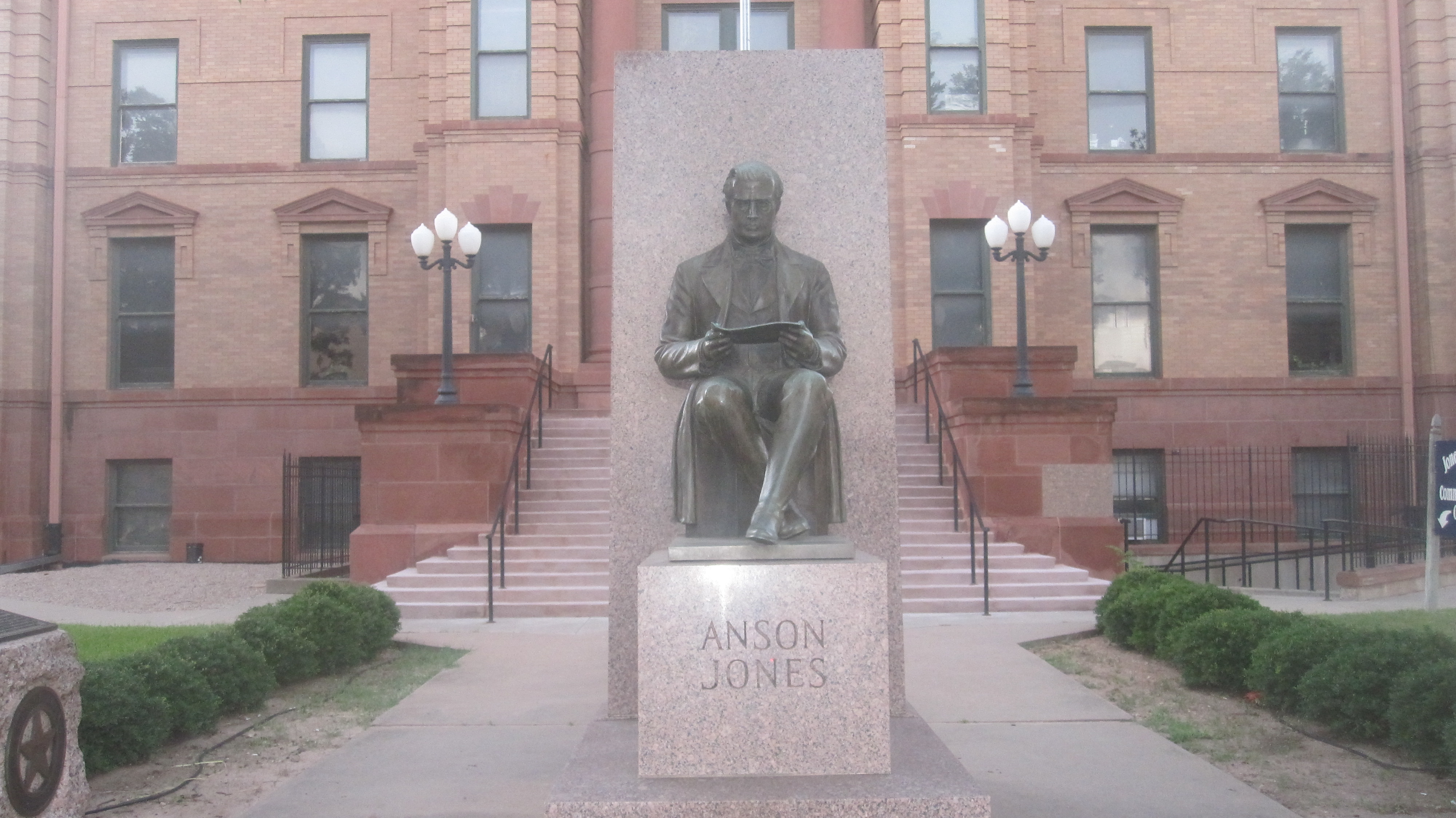
Statue von Anson Jones, dem Namensgeber des Countys

Nach der Volkszählung im Jahr 2000 lebten im Jones County 20.785 Menschen in 6.140 Haushalten und 4.525 Familien. Die Bevölkerungsdichte betrug 9 Einwohner pro Quadratkilometer. Ethnisch betrachtet setzte sich die Bevölkerung zusammen aus 78,80 Prozent Weißen, 11,51 Prozent Afroamerikanern, 0,49 Prozent amerikanischen Ureinwohnern, 0,47 Prozent Asiaten, 0,01 Prozent Bewohnern aus dem pazifischen Inselraum und 7,46 Prozent aus anderen ethnischen Gruppen; 1,27 Prozent stammten von zwei oder mehr Ethnien ab. 20,91 Prozent der Einwohner waren spanischer oder lateinamerikanischer Abstammung.
Von den 6.140 Haushalten hatten 33,4 Prozent Kinder oder Jugendliche, die mit ihnen zusammen lebten. 59,6 Prozent waren verheiratete, zusammenlebende Paare 10,1 Prozent waren allein erziehende Mütter und 26,3 Prozent waren keine Familien. 24,1 Prozent waren Singlehaushalte und in 13,4 Prozent lebten Menschen im Alter von 65 Jahren oder darüber. Die durchschnittliche Haushaltsgröße betrug 2,58 und die durchschnittliche Familiengröße betrug 3,06 Personen.
22,5 Prozent der Bevölkerung war unter 18 Jahre alt, 11,1 Prozent zwischen 18 und 24, 31,5 Prozent zwischen 25 und 44, 21,0 Prozent zwischen 45 und 64 und 14,0 Prozent waren 65 Jahre alt oder älter. Das Medianalter betrug 36 Jahre. Auf 100 weibliche Personen kamen 150,1 männliche Personen und auf 100 Frauen im Alter von 18 Jahren oder darüber kamen 159,7 Männer.
Das jährliche Durchschnittseinkommen eines Haushalts betrug 29.572 USD, das Durchschnittseinkommen einer Familie betrug 35.391 USD. Männer hatten ein Durchschnittseinkommen von 26.892 USD, Frauen 17.829 USD. Das Prokopfeinkommen betrug 13.656 USD. 13,1 Prozent der Familien und 16,8 Prozent der Einwohner lebten unterhalb der Armutsgrenze.

## Städte und Gemeinden
| - Anson - Avoca | - Hamlin - Hawley | - Lueders - Radium | - Stamford - Tuxedo |